# Git
Git je sistem za upravljanje z izvorno kodo, ki je eden najbolj razširjenih sorodnih sistemov na področju razvoja programske opreme. Je distribuiran sistem s poudarkom na hitrosti,, integriteti podatkov, in podpira vzporedne, nelinearne tokove dela. Git je skonstruiral Linus Torvalds leta 2005 za razvoj Linuxovega jedra skupaj z nekaterimi drugimi razvijalci Linuxa,  ki so prispevali k razvoju sistema.